# Tiffany Cuyt
Tiffany Cuyt is een Belgisch voormalig acro-gymnaste. 

## Levensloop
Op de Wereldspelen van 2005 in het Duitse Duisburg behaalde ze samen met Yves Vander Donckt zilver in het onderdeel 'gemengd paar'.